# Mys Fligely
Mys Fligely nebo též Fligelyho mys (rusky Мыс Флигели) je nejsevernějším bodem Evropy i celé Eurasie. Nachází se na severním pobřeží Rudolfova ostrova v Zemi Františka Josefa. Od severního pólu ho dělí 911 km. Pojmenován je po rakouském kartografovi Augustu von Fligely. Mys byl objeven během Rakousko‑uherské expedice k severnímu pólu dne 12. dubna 1874 při druhé průzkumné cestě na saních, které se účastnili Julius von Payer, Eduard Orel a námořník Antonio Zaninovich. V roce 2003 byl na mysu vztyčen kříž z modřínového dřeva.